# دریاچه چبارکول
دریاچه چبارکول (انگلیسی: Lake Chebarkul) یک دریاچه در استان چلیابینسک کشور روسیه است.